# Grand Prix Formule 1 van Italië 2001
De Grand Prix Formule 1 van Italië 2001 werd gehouden op 16 september 2001 op het Autodromo Nazionale Monza in Monza.

## Uitslag
| Positie | Nummer | Rijder                | Team               | Ronden | Tijd/Opgave     | Startplaats | Punten |
| ------- | ------ | --------------------- | ------------------ | ------ | --------------- | ----------- | ------ |
| 1       | 6      | Juan Pablo Montoya    | Williams-BMW       | 53     | 1:13:58.493     | 1           | 10     |
| 2       | 2      | Rubens Barrichello    | Scuderia Ferrari   | 53     | +5.175          | 2           | 6      |
| 3       | 5      | Ralf Schumacher       | Williams-BMW       | 53     | +17.335         | 4           | 4      |
| 4       | 1      | Michael Schumacher    | Scuderia Ferrari   | 53     | +24.991         | 3           | 3      |
| 5       | 19     | Pedro de la Rosa      | Jaguar Racing      | 53     | +1:14.984       | 10          | 2      |
| 6       | 10     | Jacques Villeneuve    | BAR-Honda          | 53     | +1:22.469       | 15          | 1      |
| 7       | 17     | Kimi Räikkönen        | Sauber - Petronas  | 53     | +1:23.107       | 9           |        |
| 8       | 12     | Jean Alesi            | Jordan-Honda       | 52     | +1 Ronde        | 16          |        |
| 9       | 9      | Olivier Panis         | BAR-Honda          | 52     | +1 Ronde        | 17          |        |
| 10      | 7      | Giancarlo Fisichella  | Benetton Formula   | 52     | +1 Ronde        | 14          |        |
| 11      | 16     | Nick Heidfeld         | Sauber - Petronas  | 52     | +1 Ronde        | 8           |        |
| 12      | 23     | Tomáš Enge            | Prost Grand Prix   | 52     | +1 Ronde        | 20          |        |
| 13      | 21     | Fernando Alonso       | Minardi            | 51     | +2 Rondes       | 21          |        |
| DNF     | 15     | Enrique Bernoldi      | Arrows - Asiatech  | 46     | Krukas          | 18          |        |
| DNF     | 20     | Alex Yoong            | Minardi            | 44     | Gespind         | 22          |        |
| DNF     | 22     | Heinz-Harald Frentzen | Prost Grand Prix   | 28     | Versnellingsbak | 12          |        |
| DNF     | 14     | Jos Verstappen        | Arrows - Asiatech  | 25     | Benzinedruk     | 19          |        |
| DNF     | 3      | Mika Häkkinen         | McLaren - Mercedes | 19     | Versnellingsbak | 7           |        |
| DNF     | 18     | Eddie Irvine          | Jaguar Racing      | 14     | Motor           | 13          |        |
| DNF     | 4      | David Coulthard       | McLaren - Mercedes | 6      | Motor           | 6           |        |
| DNF     | 8      | Jenson Button         | Benetton Formula   | 4      | Motor           | 11          |        |
| DNF     | 11     | Jarno Trulli          | Jordan-Honda       | 0      | Botsing         | 5           |        |

## Wetenswaardigheden
- Giancarlo Fisichella en Nick Heidfeld startten uit de pitstraat.
- Jarno Trulli had een botsing en moest opgeven in de eerste bocht na de start.
- Dit was de eerste Formule 1-race na de aanslagen op 11 september 2001, het hele Ferrari-team racete zonder sponsors op de auto.
- Dit was de enige race van het seizoen waarin Michael Schumacher op een andere positie dan eerste of tweede finishte.

## Statistieken
| Snelste ronde | Ralf Schumacher | Williams-BMW | 1:25.073 |

## Noot
- Dit was het debuut van de Maleisische coureur Alex Yoong - de eerste Maleisische coureur in de Formule 1 - en van Tomáš Enge - de eerste Tsjechische coureur in de Formule 1.
- Vijfde snelste ronde voor Ralf Schumacher.
- Dit was de 25ste podiumplaats voor Rubens Barrichello.
- Eerste Grand Prix-winst voor Juan Pablo Montoya en de eerste voor een Colombiaanse coureur.

1921 · 1922 · 1923 · 1924 · 1925 · 1926 · 1927 · 1928 · 1931 · 1932 · 1933 · 1934 · 1935 · 1936 · 1937 · 1938 · 1947 · 1948 · 1949 · 1950 · 1951 · 1952 · 1953 · 1954 · 1955 · 1956 · 1957 · 1958 · 1959 · 1960 · 1961 · 1962 · 1963 · 1964 · 1965 · 1966 · 1967 · 1968 · 1969 · 1970 · 1971 · 1972 · 1973 · 1974 · 1975 · 1976 · 1977 · 1978 · 1979 · 1980 · 1981 · 1982 · 1983 · 1984 · 1985 · 1986 · 1987 · 1988 · 1989 · 1990 · 1991 · 1992 · 1993 · 1994 · 1995 · 1996 · 1997 · 1998 · 1999 · 2000 · 2001 · 2002 · 2003 · 2004 · 2005 · 2006 · 2007 · 2008 · 2009 · 2010 · 2011 · 2012 · 2013 · 2014 · 2015 · 2016 · 2017 · 2018 · 2019 · 2020 · 2021 · 2022 · 2023 · 2024 · 2025